# Luis Echeverría, Oaxaca
Luis Echeverría är en ort i Mexiko.   Den ligger i kommunen Santiago Jocotepec och delstaten Oaxaca, i den sydöstra delen av landet, 400 km sydost om huvudstaden Mexico City. Luis Echeverría ligger 94 meter över havet och antalet invånare är 300.
Terrängen runt Luis Echeverría är huvudsakligen kuperad, men österut är den platt. Runt Luis Echeverría är det ganska glesbefolkat, med 23 invånare per kvadratkilometer. Närmaste större samhälle är San José Río Manzo, 5,9 km nordost om Luis Echeverría. Omgivningarna runt Luis Echeverría är en mosaik av jordbruksmark och naturlig växtlighet.